# Quartier DIX30
 (novembre 2013).
Le Quartier DIX30 est un centre commercial qui a ouvert ses portes en septembre 2006 à Brossard, au Québec. Ce centre commercial à ciel ouvert s'étend sur 850 000 mètres carrés (dont 300 000 m2 de surface locative) et se situe à l'intersection des autoroutes 10 et 30. Il compte plus de 400 magasins et services. La fréquentation annuelle du centre estimée à plus de 23 millions de visiteurs par an.
La société Carbonleo (ex Devimco) est responsable de la gestion du complexe. L'ensemble du projet est estimé à plus d'un milliard de dollars canadiens La firme d'architectes de Québec Hudon et Julien est responsable de la conception de ce projet.

## Magasins
Plus de 400 magasins sont installés sur le site, représentant une très grande diversité, tant par la taille des établissements, par le type de service (magasins de marques ou grands magasins), ou encore par le type de produits ou services proposés. Un nouveau supermarché de type asiatique a ouvert ses portes en automne 2024, soit le T&T.
- 2 supermarchés et plusieurs magasins d'épicerie et d'alimentation,
- 80 magasins de mode, vêtements, accessoires et chaussures,
- Plusieurs magasins d'équipements sportifs,
- 40 magasins de meubles et de décoration, ainsi que d'équipement électronique,
- 2 grand-magasins et plusieurs détaillants dédiés à la Construction, la rénovation et l'embellissement de la maison ainsi que des magasins pour le jardinage, les terrasses et les activités extérieures.

### Bureaux et entreprises
On retrouve plusieurs entreprises ayant des bureaux dans les différents emplacements commerciaux disponibles représentant 23000 m2 :
- Swoo, Agence Digitale
- JoLouis, Boîte à Pub
- LeadMedia
- Regus Brossard
- Pacini

### Services à la personne
On trouve des jardins d'enfants, des garderies, des centres de fitness et de remise en forme, un spa

### Services financiers et assurances
- 7 Banques : CIBC, Banque nationale du Canada, Caisse Desjardins, RBC Royal Bank, Scotia Bank, Banque TD Canada Trust
- Assurances : CAA Québec

### Tourisme, hébergement et restauration
- 1 hôtel de 150 chambres : hôtel Alt
- 1 hôtel de 168 chambres : hôtel Alt+ (aussi appelé Escad)[3]
- Déjeuner, dîner ou souper, 49 Restaurants sont implantés : du fast food à la restauration traditionnelle, de la cuisine régionale à la sandwicherie, du café au restaurant branché[4]
- plusieurs compagnies de voyagistes et compagnies aériennes
- le centre de tourisme de la Montérégie[5]

### Divertissement
On trouve sur place, notamment :
- Un multiplexe de treize salles, le Cineplex Odeon et VIP[6]
- Une salle de spectacles de 940 places (l'Etoile Banque Nationale)[7]
- Une salle de spectacles de 368 places assises (Le Club Dix30) (style cabaret)[8]
- Un jeu laser
- Un parc de planche à roulettes
- Une piscine à vagues

### Complexe sportif Bell
Le Quartier DIX30 est aussi le foyer du Complexe Sportif Bell, où s'entraînent les Canadiens de Montréal sur une des deux patinoires disponibles. Du côté du terrain de soccer synthétique, s'entraînent notamment des centaines de jeunes de l'Association de Soccer de Brossard.

### Services de santé
Une clinique médicale RAMQ[Quoi ?] a ouvert en 2012 sur plus de 10 000 m2.
Plusieurs services de santé sont installés sur le site : un laboratoire d'analyse médical, une clinique dentaire, une clinique podiatrique, un centre de prothésie dentaire, des cabinets de médecins, d'orthodontiste, ou encore des pharmacies.

### Services pour les animaux
On trouve sur place une clinique vétérinaire, ainsi que plusieurs magasins destinés à l'achat d'animaux ou à l'alimentation des animaux domestiques.

### Services pour véhicules
Stations services, concessionnaires automobiles, centres de lavage automobile, 

## Accès et transports

### Transports en commun
Actuellement, des circuits d'autobus du Réseau de transport de Longueuil mènent au Quartier DIX30 : 14, 35, 39, 135.
En 2023, une station du Réseau Express Métropolitain devrait s'ouvrir. Les travaux ont commencé en 2018.
Le 31 juillet 2023, le Réseau Express Métropolitain ouvre ses portes au public. Trois stations à proximité du Quartier Dix30 sont ouvertes soit la station Brossard, située à 3 kilomètre du Dix30, la station Du Quartier, directement dans le Dix30, ainsi que la station Panama, à 4,4 kilomètres du Dix30. Il est possible de se rendre à la station Brossard entre autres par le boulevard de Rome et l'autoroute 10. Il y a plus de 9400 places de stationnements situés au long du REM et la majorité d'entre eux sont gratuits. 

### Transports individuels
Le site est accessible par l'autoroute A10 et A30, ainsi que par les Boulevards de Rome et Leduc.
2000 places de stationnement intérieur et 3600 places de stationnement extérieur sont disponibles.

### Accès handicapés
Des places de stationnement sont réservées à proximité des entrées principales tant dans les parkings extérieurs qu'intérieurs.
Les autobus du Réseau de transport de Longueuil sont accessibles aux personnes à mobilité réduite.
L'ensemble des commerces est accessible aux personnes à mobilité réduite. Les  trottoirs et débarcadères sont aménagés de manière à respecter la loi sur l'accès aux personnes handicapées. Les établissements disposant d'un niveau supérieur sont équipés d'ascenseurs.

## Evolutions du Projet
le projet a été élaboré et réalisé en 7 phases.

### Phases 1 et 2
Coût : 300 millions de dollars
Propriété : Le Fonds de placement immobilier RioCan a racheté à Devimco et ses partenaires initiaux la moitié des actions des deux premières phases. Les caisses de retraite d'Hydro-Québec, de la STM et de la Ville de Québec se partagent le reste.
Comprenant : un cinéma Cineplex Odeon, des boutiques Urban Planet, Indigo, Winners et RONA, ainsi que plusieurs autres magasins et restaurants.
Inaugurations : entre Avril 2007 et 2008

### Phase 3
Coût: 275 millions de dollars
Propriété : Société en commandite Ipso Facto IV (sans Hydro-Québec), Régimes de retraite de la STM, Caisse de retraite de la Ville de Québec, Devimco
Comprend : boutiques, espaces de bureaux. Cette phase comporte plusieurs boutiques internationales. Elle est située entre le Wal-Mart et le cinéma Cineplex Odeon. Cette section du Dix30 est majoritairement piétonnière et est reconnue pour ses boutiques plus chères et sophistiquées. Cette section se nomme le Square.
Inauguration : 17 septembre 2007

### Phases 4 à 7
Ces phases comprennent : le centre d'entraînement des Canadiens de Montréal, un terrain de soccer, Walmart, Adonis, et plusieurs autres boutiques et restaurants.
Les phases 4 à 7ont débuté en 2009  et sont désormais achevées.

### Réaménagements des premiers emplacements
En 2014, à l'issue d'une transaction de plus de 500 millions de dollars avec l'investisseur ontarien Oxford, les dirigeants du Quartier Dix30 ont décidé de réinjecter de l'argent dans de nouveaux projets – qui incluent « l’élimination de pratiquement tous les stationnements de surface » et qui coûteront entre 300 ou 400 millions de dollars d’ici 5 ans. Il s'agit de reproduire sur les phases 1 et 2 la formule du Square, une section munie d’un stationnement souterrain qui a coûté, à lui seul, 60 millions. "Le terrain de cette phase est occupé à 90 % par des immeubles, alors que dans le reste du DIX30, le ratio est plutôt de 25 %" ; cela permettrait d'ajouter près de 30 000 m2 de commerces et des bureaux.

### Projet résidentiel - Cité Dix30
Coût: 250 millions de dollars
Propriété : Groupe Cholette, Société en commandite Ipso Facto III (avec Hydro-Québec), Devimco
Construction de copropriétés en plusieurs phases, pour un total de 800 unités.

### Projets résidentiels en cours
Coût: 1 milliard de dollars
Devimco prévoit construire 2000 unités résidentielles, des copropriétés, des unités locatives, possiblement des maisons de ville et des résidences pour personnes âgées, pouvant loger environ 5 400 personnes.

### Parc linéaire
En 2024, le Quartier DIX30 commence une conversion de l'avenue des Lumières pour en parc linéaire boisé, bordé par des commerces de plus petite taille. Le nouveau parc comprend un sentier d’une longueur de 1 500 pi (457 m) situé dans un espace vert de plus de 120 000 pi2 (11 148 m2) carrés. Les 52 stationnements qui longeaient l’avenue sont éliminés et quelque 200 arbres sont plantés.

## Critiques
Plusieurs personnes se sont positionnées contre l'ouverture d'un complexe commercial d'une telle superficie sur d'anciennes terres agricoles.
Dans une entrevue avec Josée Blanchette du journal Le Devoir menée au cours de sa première visite au quartier DIX30, le conseiller municipal montréalais écologiste Luc Ferrandez a dénoncé DIX30 comme « Façadisme, maquillage à l’inculture, une expérience unidimensionnelle et prévisible... » 